# Gölekärret och Rödgölemossen
Gölekärret och Rödgölemossen este o arie protejată (arie specială de conservare — SAC, sit de importanță comunitară — SCI) din Suedia întinsă pe o suprafață de 15,6 ha, integral pe uscat.

## Localizare
Centrul sitului Gölekärret och Rödgölemossen este situat la coordonatele 57°11′07″N 16°04′44″E / 57.1854°N 16.0789°E.

## Înființare
Situl Gölekärret och Rödgölemossen a fost declarat sit de importanță comunitară în ianuarie 2002 pentru a proteja un număr necunoscut de specii din flora spontană și fauna sălbatică aflate în arealul zonei. Situl a fost protejat și ca arie specială de conservare în martie 2011.

## Biodiversitate
Situată în ecoregiunea boreală, aria protejată conține 3 habitate naturale: Mlaștini împădurite, Lacuri și iazuri distrofice naturale, Mlaștini turboase de tranziție și turbării mișcătoare.
La baza desemnării sitului se află un număr nedeclarat de specii protejate.